# Vivisbachbezirk

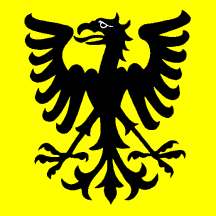
Fahne

Der Vivisbachbezirk (französisch District de la Veveyse, Freiburger Patois le dichtri de la Vevéjeⓘ)  ist einer der sieben Bezirke des Kantons Freiburg in der Schweiz.
Zum Vivisbachbezirk gehören neun Gemeinden:
| Wappen    | Name der Gemeinde  | Einwohner (31. Dezember 2023) | Fläche in km² | Einwohner pro km² |
| --------- | ------------------ | ----------------------------- | ------------- | ----------------- |
| Attalens  | Attalens           | 3678                          | 9,74          | 378               |
|           | Bossonnens         | 1609                          | 4,12          | 391               |
|           | Châtel-Saint-Denis | 8512                          | 47,93         | 178               |
|           | Granges (Veveyse)  | 970                           | 4,47          | 217               |
|           | La Verrerie        | 1346                          | 13,43         | 100               |
|           | Le Flon            | 1203                          | 9,57          | 126               |
|           | Remaufens          | 1285                          | 5,91          | 217               |
|           | Saint-Martin (FR)  | 1011                          | 9,78          | 103               |
|           | Semsales           | 1575                          | 29,36         | 54                |
| Total (9) | Total (9)          | 21'189                        | 134,31        | 158               |

## Veränderungen im Gemeindebestand

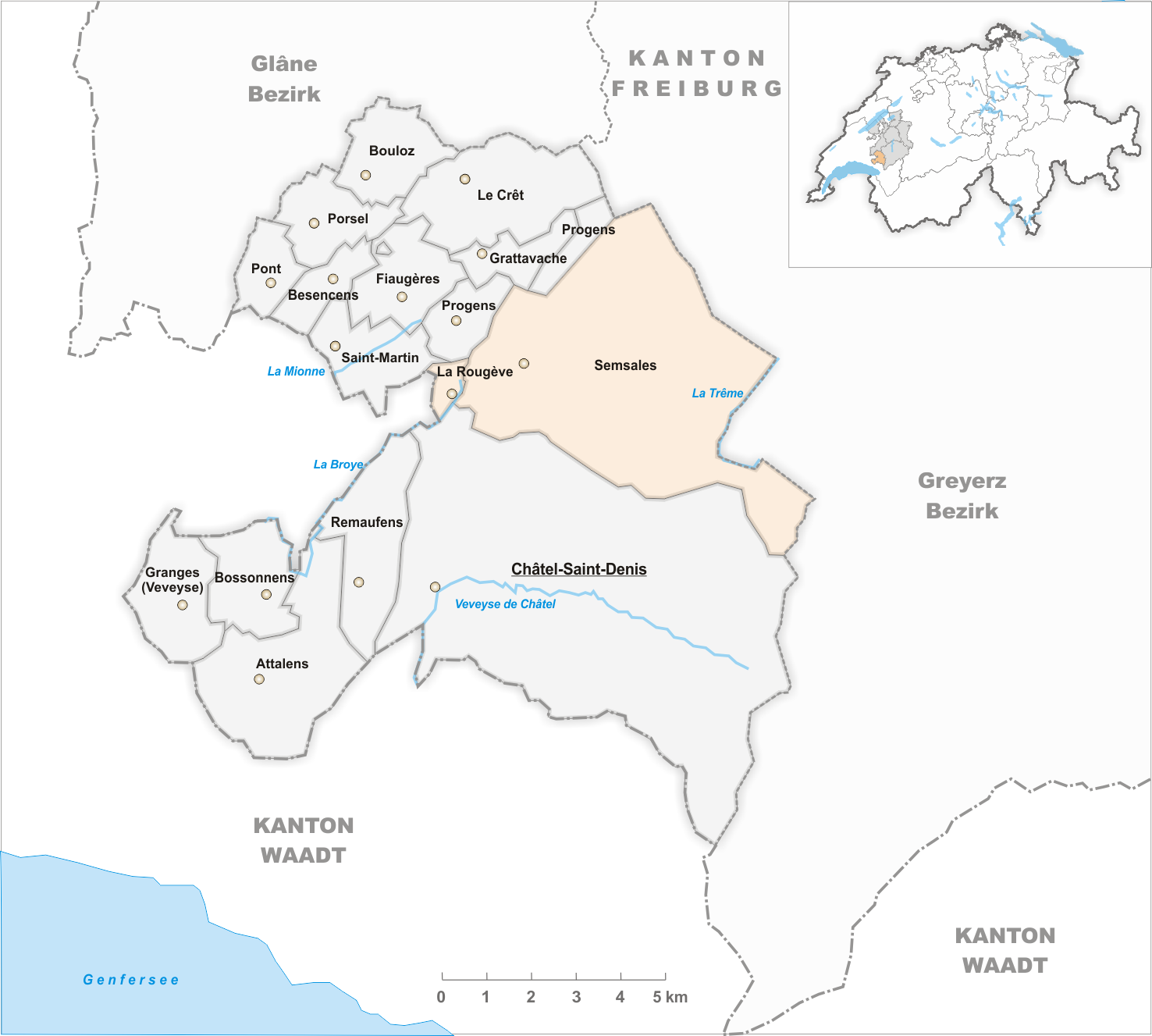
Gemeinden bis 1967
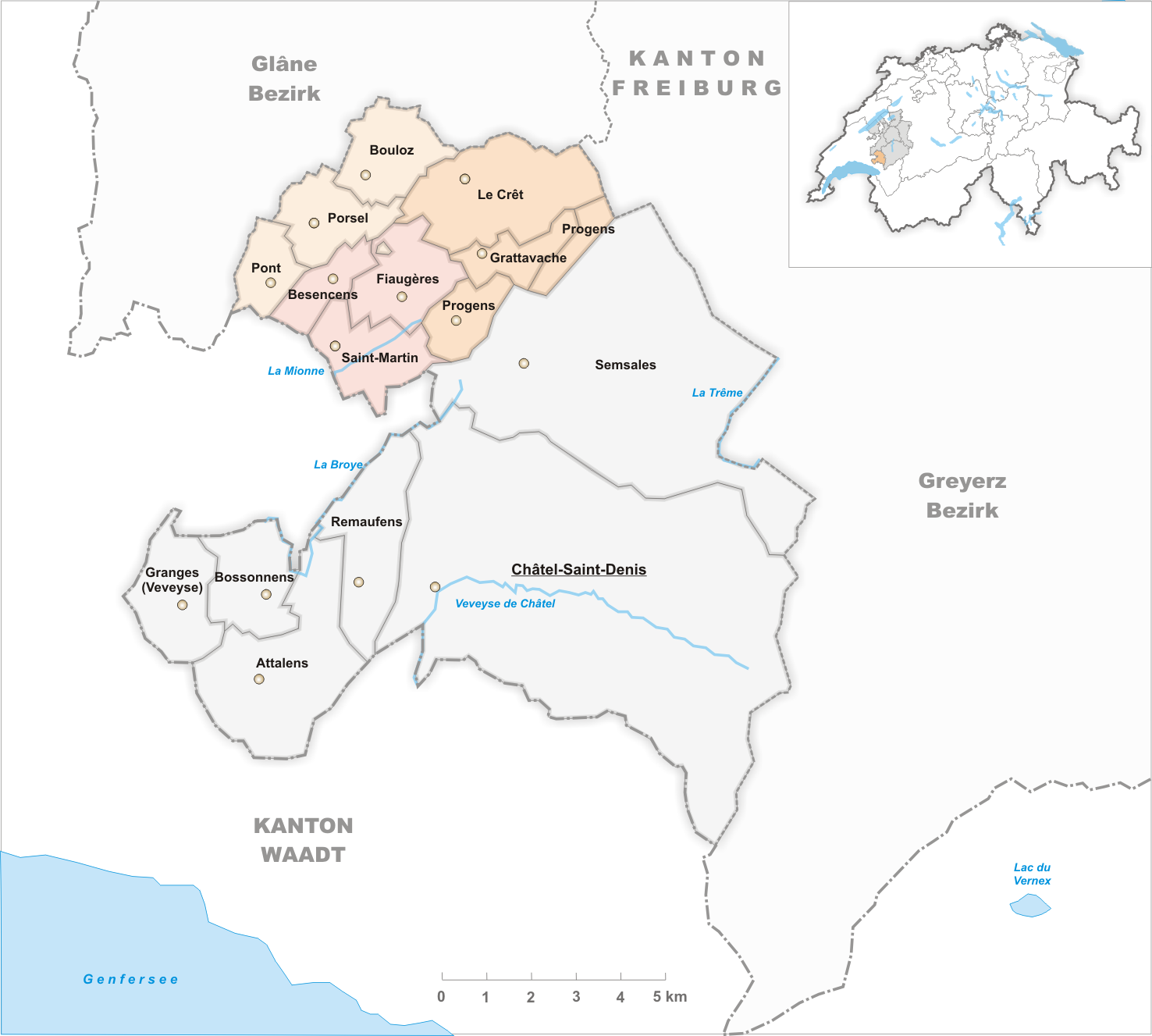
Gemeinden bis 2003

- 1968: Fusion La Rougève und Semsales  →  Semsales

- 2004: Fusion  Bouloz, Pont (Veveyse) und Porsel  →  Le Flon
- 2004: Fusion Besencens, Fiaugères und Saint-Martin  →  Saint-Martin
- 2004: Fusion Le Crêt, Grattavache und Progens → La Verrerie